# マリア・レットベリ
マリア・レットベリ（Maria Lettberg、1970年10月28日 - ) は、リガ出身のスウェーデンのピアニスト。ベルリン在住。 

## 経歴と芸術的業績
マリア・レットベリはロシアの文学および数学の大学教授の間に生まれる。7歳でその才能を見出され、教育を受け、サンクトペテルブルク音楽院で演奏試験を行った。その後、ストックホルムのストックホルム音楽大学、ブルーミントンのインディアナ大学システム、ヘルシンキのシベリウス音楽院でさらなる研鑽をつむ。主にタチアナ・ザゴロヴァスカヤ、アンドレイ・ガヴリーロフ、パウル・バドゥラ＝スコダ、メナヘム・プレスラー、エマヌエル・クラスコフスキ、ローランド・ペンティネンとマッティ・ラエカッリョに師事。
マリア・レットベリのコンサートレパートリーで重点を置いているのはブラームス、シューマン、リスト、ショパン、スクリャービンであるが、ドビュッシー、プロコフィエフ、シュニトケ、バッハにも造詣が深い。その際、あまり知られていない、特にスカンジナヴィアやロシアの作曲家の作品も常に演奏する。ドイツラジオ文化放送（Dラジオ・クルトゥア）とは、長年にわたり共に仕事をしてきた。

## スクリャービンへの取り組み
マリア・レットベリはアレクサンドル・スクリャービンの音楽の演奏家である。2007年に彼女は、CD8枚組のスクリャービンのソロピアノ作品全集をリリースした。2012年には、スクリャービンの若書きや息子のジュリアンによるものなど、作品番号のない「遺作集」も録音した。最近のCDにはいくつものスクリャービンの初録音が含まれている。
スクリャービンの音楽に触発されたマリア・レットベリは、「ミステリウム（神秘）」（フィンランドではカイザ・サルミ、ドイツではアンドレア・シュミットとともに）というタイトルの2つのプロジェクトを主宰している。両方の創作において、音楽的かつ視覚的視点は、ひとつの共鳴する総合芸術作品へと昇華されている。
2008年、マリア・レットベリはシベリウス音楽院で博士号を取得した。博士論文のテーマは「アレクサンドル・スクリャービンのピアノソナタ10番の演奏における傾向についての歴史的俯瞰－ピアノ演奏の比較分析」。

## 録音
- 2007年: アレクサンドル・スクリャービン:ピアノソロ全集 CD8枚組+DVD 「神秘–マルチメディア　プロジェクト」（Dラジオクルトゥア/カプリッチオ/デルタ）
- 2008年: アルフレート・シュニトケ: ピアノ協奏曲1番〜3番 エヴァ・クピーク、マリア・レットベリ、ベルリン放送交響楽団 /フランク・シュトローベル（Dラジオクルトゥア/フェニックスエディション）
- 2011年: エルッキ・メラルティン: ピアノ・ソロ作品、CD2枚組（Dラジオ・クルトゥア/クリスタル・クラシックス）
- 2011年: アルフレード・シュニトケ: ピアノとオーケストラのためのKammerkonzert für Klavier und Orchester（ピアノ協奏曲第2番）、ピアノ、ヴァイオリン、チェロのための三重奏曲、ピアノ、ヴァイオリン、ヴィオラ、チェロのための4重奏曲; ベルリン放送交響楽団/フランク・シュトローベル、ペーターゼン・カルテット（Dラジオ・クルトゥア/クリスタル・クラシックス）
- 2012年: 遺作集: アレクサンドル・スクリャービン、ジュリアン・スクリャービン（Dラジオ・クルトゥア/エスドゥア・ハンブルク）
- 2013年: 魔法の庭: ミハイル・グリンカ、ニコライ・リムスキー＝コルサコフ、イーゴリ・ストラヴィンスキーによるロシアの舞台作品のピアノ編曲（Dラジオ・クルトゥア/エスドゥア・ハンブルク）
- 2015年: 「恍惚の詩」: アレクサンドル・スクリャービン、オリヴィエ・メシアン、フランツ・リスト、マンフレート・ケルケル、ハラルド・バンターの作品（Dラジオ・クルトゥア/エスドゥア・ハンブルク）
- 2017年: ツァラ・レヴィーナ: ピアノ協奏曲1番、2番 マリア・レットベリ、ベルリン放送交響楽団/ アリアネ・マティアク（Dラジオクルトゥア/カプリッチオ）

## 受賞歴
- 第60回グラミー賞[3]

## 出版物
- アルフレート・シュニトケのピアノトリオ: 学習と演奏: The Practice of Practising（オルフェウスリサーチセンター 音楽シリーズ）、ルーベン大学プレス、2011年
- Alexander Skrjabin som pianist. Tekniska aspekter och estetiska principer. Finaali, 音楽演奏研究ジャーナル、シベリウスアカデミー、2004年
- スクリャービンのピアノソナタ10番の演奏の傾向: ピアノ演奏の比較分析、シベリウスアカデミー、DokMus-tohtorikoulu, EST numero 20, 2012年http://ethesis.siba.fi/showrecord.php?ID=371162.